# Academia Regală Prusacă de Științe
Academia Regală Prusacă de Științe (Königlich-Preußische Akademie der Wissenschaften), numită pe timpul Republicii Democrate Germane Academia de Științe din Berlin,  a fost o instituție culturală fondată la Berlin pe 11 iulie 1700, la patru ani după înființarea Academiei de Arte din capitala germană, fiind pentru mult timp o instituție în care s-a vorbit limba franceză, iar membrii ei cei mai activi au fost hughenoți care fugiseră din cauza persecuției religioase în Franța. Din 1992 se numește Berlin-Brandenburgische Akademie der Wissenschaften („Academia de Științe Berlin-Brandenburg”).

## Istoric

### Secolul XVIII și XIX

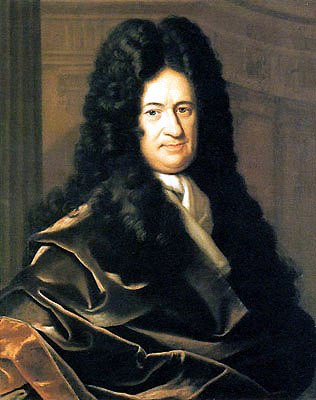
Gottfried Wilhelm von Leibniz

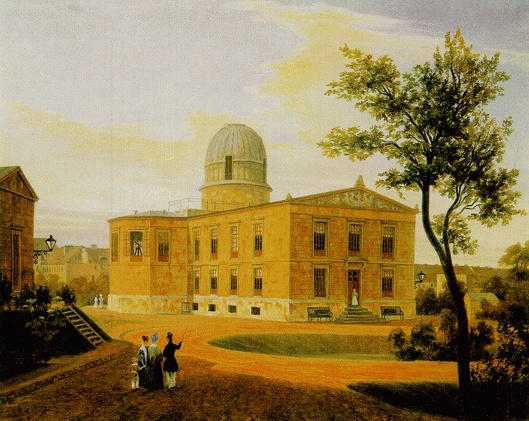
Observatorul acaddemiei, sec. XVIII

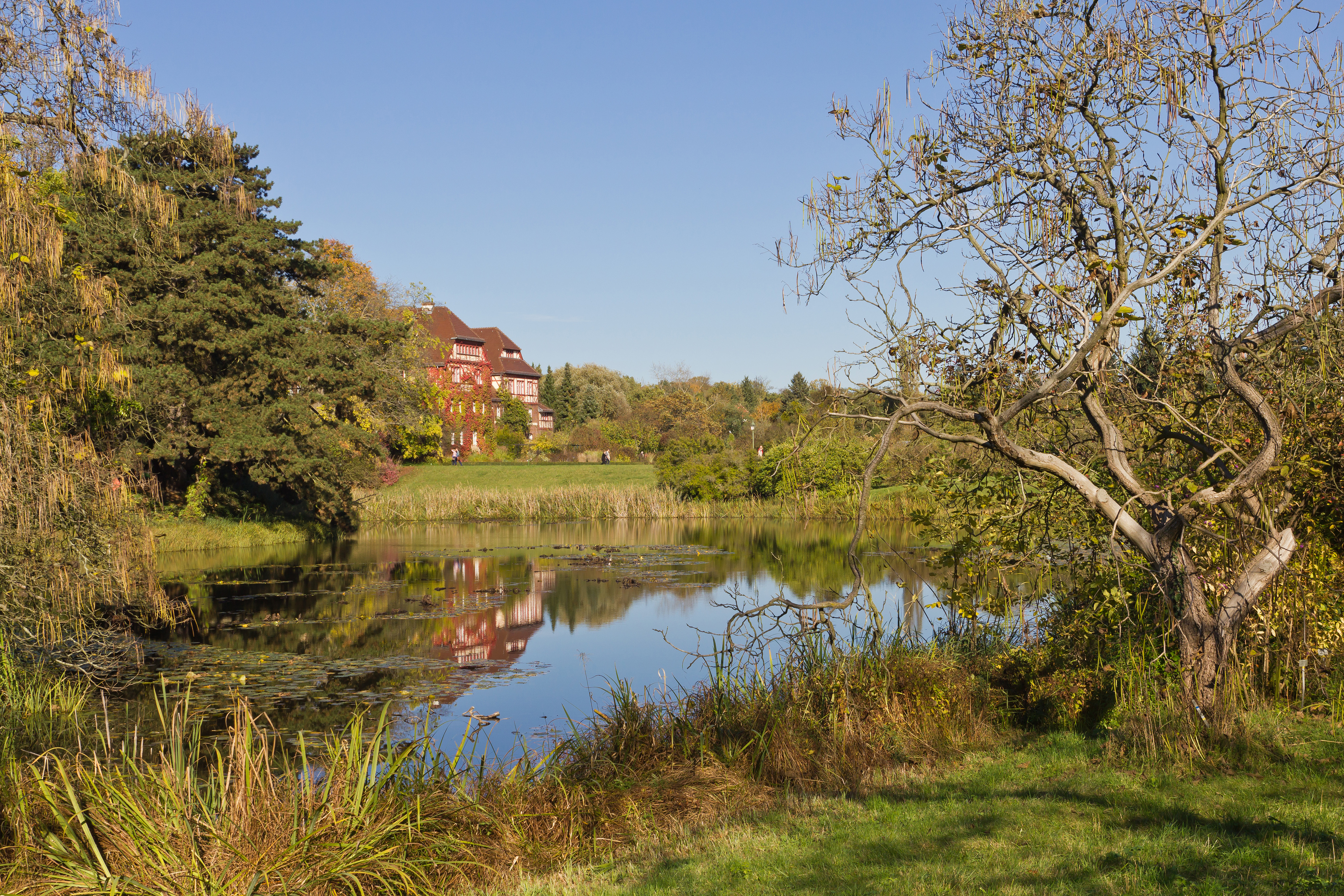
Grădina botanică

La 11 iulie 1700 a fost fondată în Berlin Kurfürstlich-Brandenburgische Societät der Wissenschaften („Societatea de Științe Princiar-Brandenburgheză”)  de către principele electoral Frederic III de Brandenburg. Marele savant Gottfried Wilhelm Leibniz a fost numit primul ei președinte (mai târziu președinte de onoare). El a planificat și dezvoltat academia împreună cu teologul Daniel Ernst Jablonski (1660-1741) în perioada inițială. După încoronarea lui Friedrich ca regele Frederic I al Prusiei, a fost chemată din 1701 Königlich Preußische Sozietät der Wissenschaften („Societatea Regală Prusacă de Științe”). Spre deosebire de alte astfel de instituții, ea nu a fost finanțată de trezoreria statului până în 1809. De acea a trebuit să-și organizeze dependența economică prin donații precum vânzarea de calendare, pentru care a avut un monopol în principat/regat din 1710. Inaugurarea oficială ca academie a avut loc la 2 ianuarie 1711. Statutul din 1710 a definit împărțirea membrilor în patru clase, două clase științifice și două de științe umaniste. În timp ce alte academii, ca de exemplu Academia Leopoldină, Royal Society sau Academia Franceză de Științe din Paris, s-au limitat la anumite domenii ale științei, academia prusacă a fost prima care a sintetizat științele naturale și umane de la început. Clasificarea claselor introduse pentru prima dată la Academia de Științe din Prusia a avut un efect model pentru fundațiile ulterioare ale altor instituții asemănătoare. În secolul al XVIII-lea, academia a avut propriile ei entități de cercetare: un observator (1709), un teatru anatomic 1717, un Collegium medico-chirurgicum (1723), o grădină botanică (1718), laboratorii (1753) și cabinete de curiozități științifice (cabinet de fizică, cabinet de naturalii, ierbar).
Sub domnia lui Frederic al II-lea al Prusiei a avut loc o reorganizare cuprinzătoare a academiei. La începutul anului 1744, vechea societate științifică a fost îmbinată cu Nouvelle Société Littéraire („Noua Societate Literară”), fondată la Berlin în 1743, pentru a forma noua Königliche Akademie der Wissenschaften („Academie Regală de Științe”). Statutul din 24 ianuarie 1744, a stabilit ca inovație licitarea publică de premii legate de rezolvarea de teme  impuse de către academie. Datorită acestor premii, savanți din diverse academii au preluat întrebări științifice nerezolvate ale timpului lor, promovând astfel dezvoltarea științelor. Timpul lui Frederic al II-lea a marcat perioada de glorie aacademiei. Reprezentanți remarcabili ai științelor naturii și umaniste au devenit membri (vezi  și mai jos). 
În cursul profundei reorganizări a academiei în anii 1806-1812, care și-au găsit încheierea prin noul statut din 24 ianuarie 1812, ea și-a pierdut treptat instituțiile științifice în favoarea noi înființatei universități Friedrich Wilhelm în capitală. Ca o nouă formă principală de activitate științifică, sancționată în 1815, s-au fondat întreprinderi științifice ale academiei, conduse de comisii academice sub președinția unui membru titular. Astfel au apărut peste 50 de grupări științifice la loc, ca de exemplu „Comisia Antichităților Greco-Romane”, „Comisia Germană”, „Comisia Orientală” sau „Comisia Prusacă”.
Din 1710 până în 1830 au existat la academie patru clase: două pentru științe naturale și matematică precum două pentru științele umaniste. Dar din 1830 (până în 1945), au rămas doar două clase, clasa fizico-matematică și cea filozofico-istorică. Clasele și plenul în care s-au întâlnit academicienii pentru discuții științifice au fost organele decizionale ale Academiei Prusice de Științe.

### Secolul XX până în prezent
În timpul perioadei de guvernare național-socialistă, academia trebuia să fie de asemenea aliniată. Angajați și membri evrei au fost forțați să părăsească academia. Cu noul statut din 8 iunie 1939, academia a fost condusă de un președinte, asistat de un vicepreședinte, de doi secretari (unul pentru fiecare clasă) și un director subordinat. Academia însă a refuzat alegerea matematicianului Theodor Vahlen (1869-1945), președinte propus și instalat provizoriu de către Ministerul Educației din Reich, ci membri academiei au convenit intern asupra unui propriu candidat, astfel încât postul a rămas vacant până la sfârșitul războiului.
După sfârșitul razboiului, academia a fost administrată de magistratul orașului Berlin până la mijlocul anului 1946. La 1 iulie 1946, academia a fost redeschisă de către „Administrația Militară Sovietică din Germania” (Sowjetische Militäradministration in Deutschland SMAD, Советская военная администрация в Германии) ca „Academia de Științe Germană din Berlin”. În 1972 a fost redenumită „Academia de Științe a RDG”, care a acționat atât ca societate de savanți, cât și comparabilă, de exemplu, cu Societatea Max Planck, ca organizație de promotori pentru comunități de cercetare a institutelor non-universitare.
În cursul reunificării Germaniei, academia a fost dizolvată la sfârșitul anului 1991 și reconstituită ulterior ca Berlin-Brandenburgischen Akademie der Wissenschaften (BBAW) („Academiei de Științe Berlin-Brandenburg”), în conformitate cu tratatul Landurilor Berlin și Brandenburg din 21 mai 1992, fiind finanțată din subvenții publice. Pe lângă Academia de Științe Berlin-Brandenburg a mai fost fondată în 1993, tot la Berlin, o altă instituție de către 122 foști membri ai Academiei RDG, denumită „Societatea de Științe Leibniz” care se vede în tradiția societății brandenburgheze, inițiată de Gottfried Wilhelm Leibniz în 1700. Ea este sprijinită financiar printr-o fundație precum de fonduri publice și donații.

## Membri renumiți

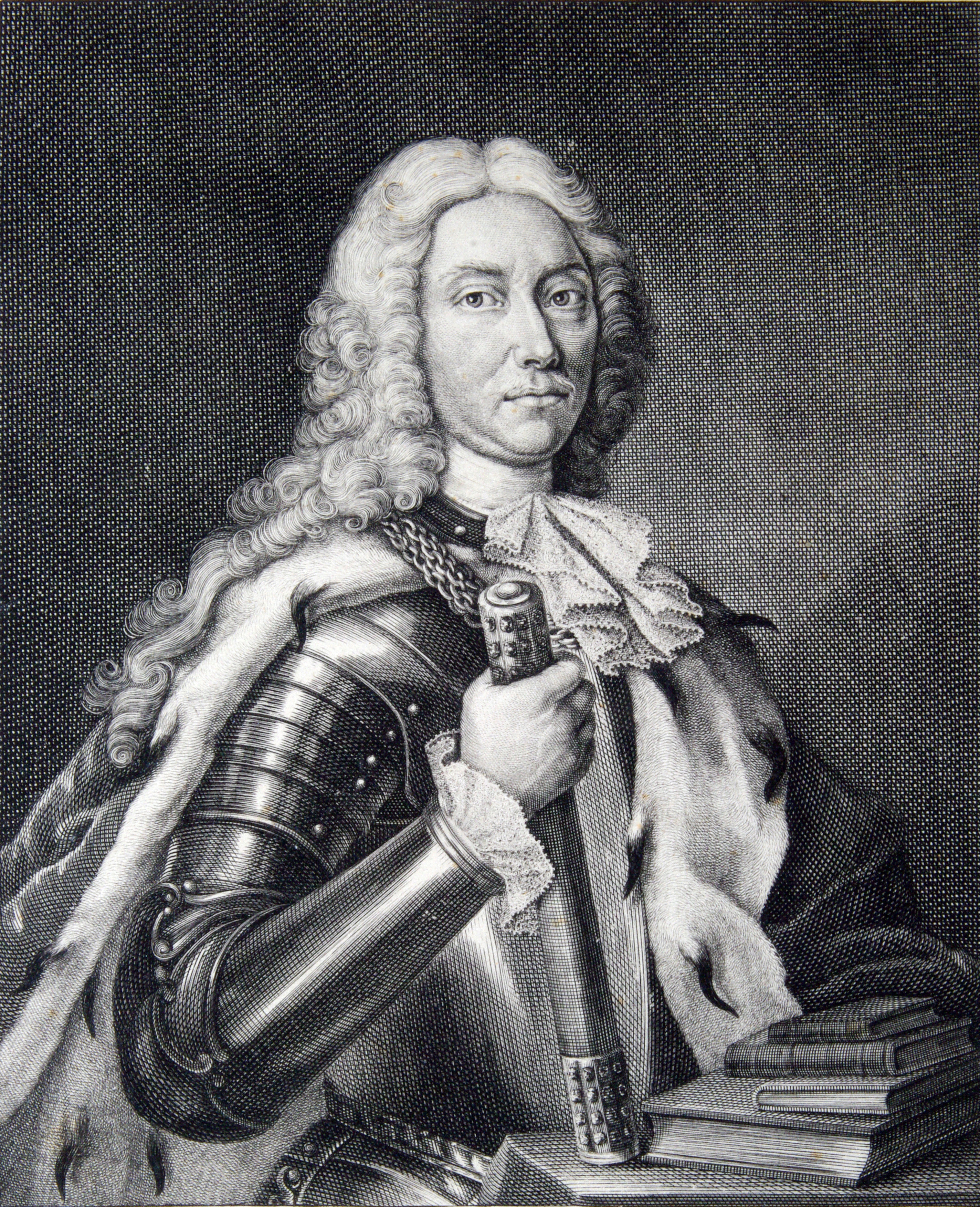
Membrul Dimitrie Cantemir

Membri au fost aproape numai bărbați. Pe parcursul întregii perioade de existență a acestei instituții au fost admise doar 4 femei: Ecaterina a II-a a Rusiei în 1776, ducesa Juliane Giovane di Girasole (1766-1805) în 1794, Maria Elisabeth (Elise) Wentzel-Heckmann ((1833–1914) în 1900 și Liselotte Welskopf-Henrich (1901-1979) în 1964.

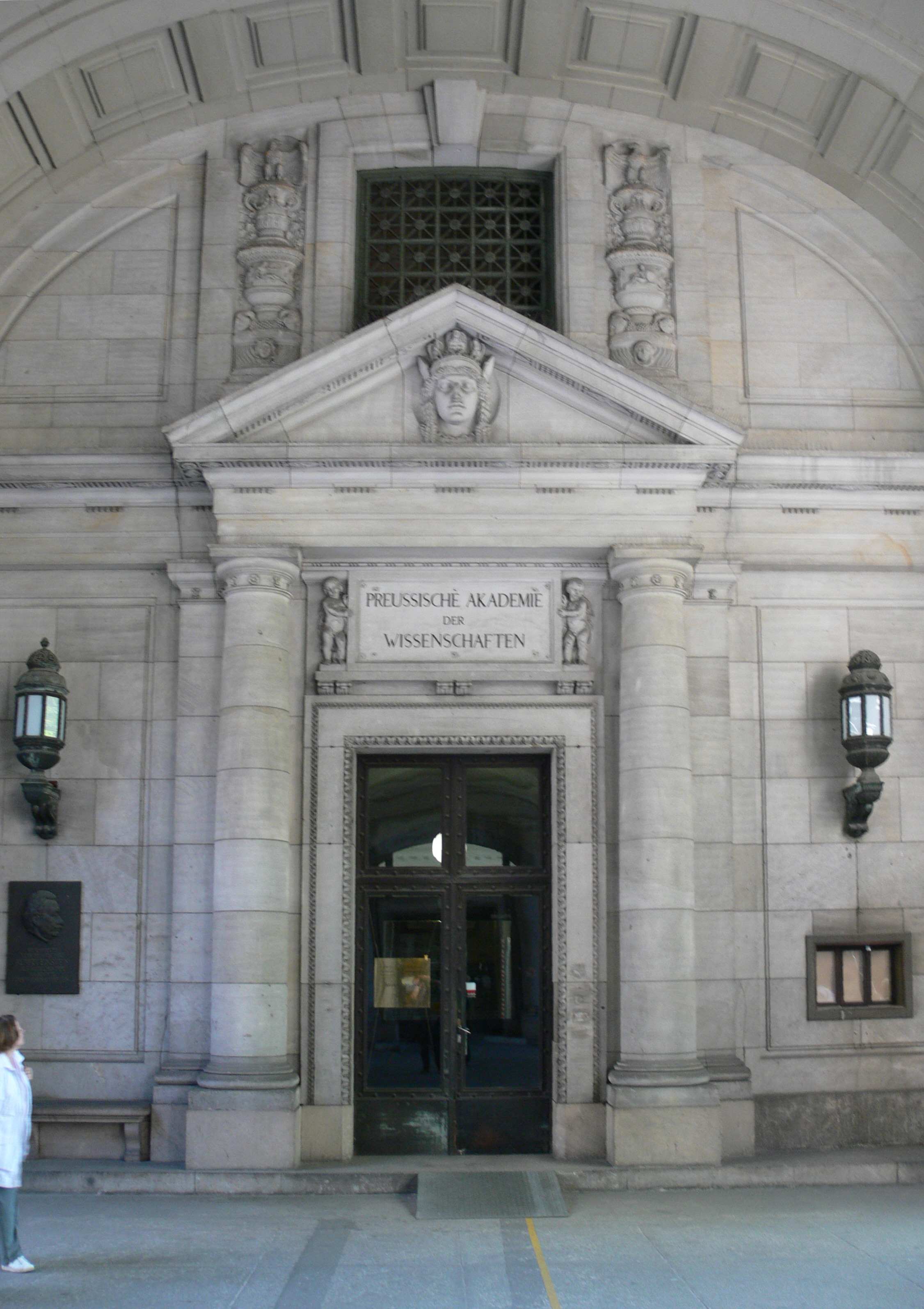
Fosta intrare principală

Printre cei mai notabili membri ai acesteia s-au aflat: 
| - Dimitrie Cantemir (1714) - Denis Diderot (1751, membru extern) - Louis Duchesne (1893, membru corespondent) - Albert Einstein (1914) - Leonhard Euler (1741) - Michael Faraday (1842, membru extern) - Elias Magnus Fries (1854) - Jacob Grimm (1841) - Wilhelm Grimm (1841) - Otto Hahn (1924) - Thomas Henry Huxley (1865, membru corespondent) | - Hermann von Helmholtz (1871) - Immanuel Kant (1786) - Joseph-Louis Lagrange (1766, directorul academiei) - Theodor Mommsen (1858) - Montesquieu (1746, membru extern) - Max Planck (1894) - Jacob Christian Schäffer (1753) - Friedrich Schleiermacher (1810) - Rudolf Virchow (1873) - Voltaire (1750) - Friedrich August Wolf (1799, membru extern) |